# Södra Sandsjöåsen
Södra Sandsjöåsen este o arie protejată (sit de importanță comunitară — SCI) din Suedia întinsă pe o suprafață de 189,34 ha, integral pe uscat.

## Localizare
Centrul sitului Södra Sandsjöåsen este situat la coordonatele 59°56′12″N 15°10′04″E / 59.93656°N 15.167686°E.

## Înființare
Situl Södra Sandsjöåsen a fost declarat sit de importanță comunitară în septembrie 2021 pentru a proteja un număr necunoscut de specii din flora spontană și fauna sălbatică aflate în arealul zonei.

## Biodiversitate
Situată în ecoregiunea boreală, aria protejată conține 3 habitate naturale: Taiga vestică, Mlaștini turboase de tranziție și turbării mișcătoare, Lacuri și iazuri distrofice naturale.
La baza desemnării sitului se află un număr nedeclarat de specii protejate.